# Ямасики, Кимиёси
Кимиёси Ямасики (яп. 山舗 公義 Ямасики Кимиёси, 7 марта 1924 — 14 сентября 1999) — японский дзюдоист, призёр чемпионата мира.

## Биография
Родился в префектуре Миэ; окончил университет Рицумэйкан, стал полицейским. В 1957 году стал бронзовым призёром чемпионата Японии. В 1958 году завоевал серебряную медаль чемпионата Японии и бронзовую медаль чемпионата мира.